# 莫林齊
莫林齊（羅馬化：Moryntsi）是烏克蘭中部切爾卡瑟州茲韋尼霍羅德卡區兹韦尼霍罗德卡市镇内的村落。距離該市镇的行政中心兹韦尼霍罗德卡約35公里。
烏克蘭著名詩人塔拉斯·舍甫琴科於1814年出生在莫林齊。他出生的農舍已被修復，現在作為其生平的博物館。